# Метцмахер, Инго
Инго Метцмахер (нем. Ingo Metzmacher; род. 10 ноября 1957, Ганновер) — немецкий дирижёр. Сын Рудольфа Метцмахера.

## Биография
Родился 10 ноября 1957 в Ганновере.
Пел в Ганноверском хоре мальчиков, изучал клавир и дирижирование в Ганноверской Высшей школе музыки (в частности, у Эрики Хаазе), зальцбургском Моцартеуме и Кёльнской Высшей школе музыки. В 1981 году присоединился как пианист к камерному оркестру Ensemble Modern, специализирующемуся на современной академической музыке, в 1985 году стал его художественным руководителем. Дебютировал как оперный дирижёр в 1987 году, работал, в частности, во Франкфуртской Опере. В 1997—2005 годах занимал в Гамбурге пост генеральмузикдиректора, руководя, таким образом, Гамбургской оперой и Гамбургским филармоническим оркестром. В 2005 году возглавил оркестр Нидерландской оперы (контракт истёк в 2008 году), а с 2007 года вступил в должность главного дирижёра Немецкого симфонического оркестра Берлина.
Метцмахер известен как яркий пропагандист музыки XX века вообще и новейшей музыки в частности. Среди его значительных записей — опера Альбана Берга «Воццек», все симфонии Карла Хартмана, произведения Рихарда Штрауса, Луиджи Ноно, Джона Кейджа, Конлона Нанкарроу. В 1997 году он дирижировал мировой премьерой Девятой симфонии Ханса Вернера Хенце по личному желанию композитора. Комплект CD c записями Метцмахера носит характерное название «Кто боится музыки XX века?» (англ. Who is afraid of 20th Century Music?), под сходным названием «Никакого страха перед новыми звуками» (нем. Keine Angst vor neuen Tönen) издана его книга (2005). Им также написан справочник по мировой оперной музыке нем. Vorhang auf (Поднять занавес, 2007).